# Hernán Rodríguez Matte
Hernán Ignacio Rodríguez Matte (Santiago, 16 de mayo de 1972) es un escritor, director y guionista chileno, conocido principalmente por su trabajo literario y su extenso trabajo como guionista. Es autor de la novela Barrio Altoy creador de las series de televisión  Bienvenida realidad, La colonia y Papá mono entre otras.

## Biografía
En la década de los noventa logra gran notoriedad por su columna La Vida Según Benito en el diario El Mercurio que más tarde se convertiría en un exitoso libro con el mismo nombre.
Rodriguez Matte realizó un Master en Screenwriting en la American Film Institute de Los Ángeles, California y trabajo traduciendo y adaptando formatos en Sony Pictures International Television para el mercado hispano. Uno de los formatos más exitosos fue la creación y el desarrollo de Bienvenida realidad, serie de televisión comisionada por Sony y emitida por TVN, Cadena Tres, RCN, Sony Spin Estados Unidos, MTV, y Rede CNT Brasil entre otros canales. La serie fue adaptada por Argos para el mercado Mexicano logrando altos puntajes de rating
En 2005 se radica en Chile y publica la novela Barrio Alto en Editorial Alfaguara. El libro alcanza a estar entre los más vendidos pero recibe duras críticas literarias.
Rodriguez Matte tiene una prolífica carrera como jefe de desarrollo y guionista de televisión y ha liderado diversas series, entre ellas Casado con hijos, Tiempo Final, La Nany, Tres son multitud, Cartas de Mujer, El diario secreto de una profesional, El reemplazante, etc. Luego se desempeña como director de televisión en la serie Una pareja Dispareja con los actores Luciano Cruz Coke, Felipe Braun y Delfina Guzmán entre otros. Uno de sus éxitos es La Colonia, una comedia emitida por Mega, que con más de 200 episodios se convierte en la única sitcom chilena vendida al extranjero.[cita requerida]
El año 2011 es nombrado jefe de desarrollo en TVN donde lidera el equipo de guionistas de la serie El reemplazante premiada como la mejor serie del año.[cita requerida]
Fue el creador y productor ejecutivo de la serie Papá mono que obtuvo 30 puntos de share en prime timey que actualmente se encuentra en el catálogo de Amazon.[cita requerida]
Ha sido nominado al Premio Altazor como mejor guionista de ficción en reiteradas ocasiones.

## Libros
- Cuentos con Walkman Editorial Planeta 1993
- Música Ligera Editorial Grijalbo 1994
- Disco Duro Editorial Planeta 1995
- Viernes de Trabajo y Otros Cuentos Editorial Alfaguara 1996
- La Vida Según Benito Editorial Los Andes 1998
- Barrio Alto Editorial Alfaguara 2005

## Televisión
- Bienvenida realidad (TVN - 2004)
- Tiempo final: en tiempo real (TVN - 2005)
- La Nany (Mega - 2006)
- La otra cara del espejo (Mega - 2006)
- Casado con hijos (Mega - 2006)
- Tres son multitud (Mega - 2007)
- Una pareja dispareja (TVN - 2008)
- Cartas de mujer (Chilevisión - 2009)
- La colonia (Mega - 2010)
- El diario secreto de una profesional (TVN - 2011)
- El reemplazante (TVN - 2012)
- Papá mono (Canal 13 - 2017)
- Manual para Galanes (Claro Video - 2020)

### Premios y nominaciones
- Premio Altazor 2005: Nominado Mejor Guion (Bienvenida Realidad)
- Slamdance Film Festival 2005 Nomination Screenplay Competition Father's Day LA
- Premio Altazor 2011: Nominado Mejor Guion (Cartas de Mujer)
- Premio Altazor 2013: Ganador Mejor Guion (El Reemplazante)

## Radio
- Creador de Radio Isla Negra (Primera Radio Internet de Chile - 1999)